# La Grande Mêlée
La Grande Mêlée est un roman de Michel Tremblay, paru en 2011.

## Résumé
En mai 1922, les préparatifs vont bon train pour le grand événement du 3 juin : le mariage de Nana et Gabriel. Certes, la robe de mariée n'est même pas encore achetée. Maria Desrosiers, la mère de Nana, se demande d'ailleurs avec quel argent elle pourra offrir à sa fille de payer les noces. Déchirée entre sa volonté d'être à la hauteur et les contraintes insurmontables de la pauvreté, elle n'est pas la seule à se débattre avec ses démons. Chacun dans cette grosse famille est secoué par la perspective de la grande réunion, la grande mêlée de toutes ses vies attachées les unes aux autres par des liens du sang, car les invitations, bien qu'elles annoncent fête et réjouissances, remuent aussi d'anciens désirs, de vieux souvenirs, de grands regrets.